# Potamotrygon scobina
Potamotrygon scobina là một loài cá thuộc họ Potamotrygonidae. Đây là loài đặc hữu của Brasil. Môi trường sống tự nhiên của chúng là sông ngòi. Chúng hiện đang bị đe dọa vì mất môi trường sống.